# Кшикавка

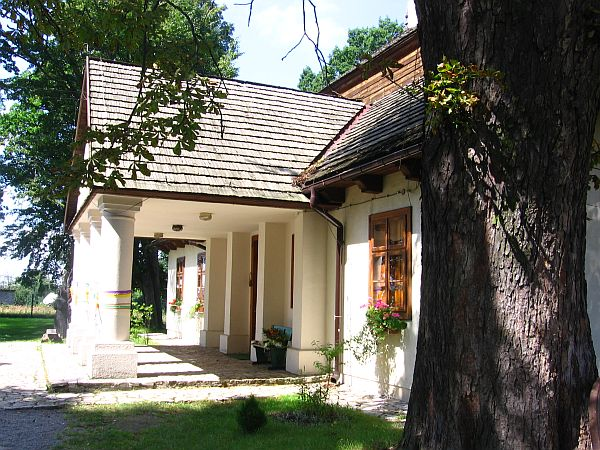
Усадьба в Кшикавке

Кшика́вка (пол. Krzykawka) — село в Польше в сельской гмине Болеслав Олькушского повета Малопольского воеводства.
В 1975—1998 годах село входило в состав Краковского воеводства.

## Население
По состоянию на 2013 год в селе проживало 797 человека.
| Перепись  | Всего   | Всего | Женщины | Женщины | Мужчины | Мужчины |
| --------- | ------- | ----- | ------- | ------- | ------- | ------- |
| Единицы   | человек | %     | человек | %       | человек | %       |
| Население | 797     | 100   | 409     | 51,3    | 388     | 48,7    |

## Достопримечательности
- Памятник погибшим участникам Польского восстания 1863 года, погибшим около села во время сражения 5 мая 1863 года;
- Руины средневекового замка, разрушенного в начале XIV века;
- Церковь святых Петра и Павла;
- Усадьба в Кшикавке — памятник культуры Малопольского воеводства.[3].